# Margus Hunt
Margus Hunt (Karksi-Nuia, 14 luglio 1987) è un pesista, discobolo e giocatore di football americano estone che gioca nel ruolo di defensive end per i New Orleans Saints della National Football League (NFL).
Fu scelto nel corso del secondo giro (53º assoluto) del Draft NFL 2013 dai Cincinnati Bengals. Al college ha giocato a football alla SMU. Nell'atletica leggera era specializzato principalmente nel getto del peso e nel lancio del disco. In carriera ha vinto due titoli mondiali juniores nel 2006 a Pechino: uno nel peso ed uno nel disco.

## Football americano

### Cincinnati Bengals
Il 26 aprile 2013, Hunt fu scelto nel corso del secondo giro del Draft 2013 dai Cincinnati Bengals. Debuttò come professionista nella settimana 5 contro i New England Patriots. Nell'ultima sfida della stagione Cincinnati batté i Baltimore Ravens con Hunt che mise a segno il suo primo sack (condiviso) su Joe Flacco. La sua annata da rookie si concluse con 3 tackle e 0,5 sack in 10 presenze, nessuna delle quali come titolare. Nella successiva continuò ad essere impiegato come riserva, terminando con 7 tackle e un sack in 12 presenze.

### Indianapolis Colts
Il 13 marzo 2017, Hunt firmò un contratto biennale con gli Indianapolis Colts. Nella sua prima stagione con i Colts, Hunt totalizzò 29 placcaggi e un sack.
Nella gara del primo turno della stagione 2018, contro i Cincinnati Bengals, Hunt fece registrare due sack. Nel terzo turno contro i Philadelphia Eagles, Hunt fece registrare quattro placcaggi, un sack e un fumble recuperato che forzò egli stesso. Terminò la stagione con 15 presenze da titolare, 30 placcaggi totali (22 solitari), cinque sack, un fumble forzato e uno recuperato.

### New Orleans Saints
Il 1º maggio 2020 Hunt firmò un contratto di un anno con i New Orleans Saints.

### Statistiche
| Legenda   | Legenda          |
| --------- | ---------------- |
| Grassetto | Record personale |

### Stagione regolare
| Stagione | Squadra  | Partite | Partite | Placcaggi | Placcaggi | Placcaggi | Placcaggi | Placcaggi | Intercetti | Intercetti | Intercetti | Fumble | Fumble |
| Stagione | Squadra  | P       | PT      | Tot       | Sol       | Ast       | Sfty      | Sck       | PD         | Int        | TD         | FF     | FR     |
| -------- | -------- | ------- | ------- | --------- | --------- | --------- | --------- | --------- | ---------- | ---------- | ---------- | ------ | ------ |
| 2013     | CIN      | 10      | 0       | 3         | 1         | 2         | 0         | 0,5       | 0          | 0          | 0          | 0      | 0      |
| 2014     | CIN      | 12      | 0       | 7         | 5         | 2         | 0         | 1,0       | 1          | 0          | 0          | 0      | 0      |
| 2015     | CIN      | 7       | 0       | 2         | 1         | 1         | 0         | 0,0       | 0          | 0          | 0          | 0      | 0      |
| 2016     | CIN      | 15      | 0       | 17        | 9         | 8         | 0         | 0,0       | 2          | 0          | 0          | 0      | 0      |
| 2017     | IND      | 16      | 5       | 29        | 19        | 10        | 0         | 1,0       | 2          | 0          | 0          | 0      | 0      |
| 2018     | IND      | 15      | 15      | 30        | 22        | 8         | 0         | 5,0       | 2          | 0          | 0          | 1      | 1      |
| Carriera | Carriera | 75      | 20      | 87        | 55        | 32        | 0         | 7,5       | 7          | 0          | 0          | 1      | 1      |

### Play-off
| Stagione | Squadra  | Partite | Partite | Placcaggi | Placcaggi | Placcaggi | Placcaggi | Placcaggi | Intercetti | Intercetti | Intercetti | Fumble | Fumble |
| Stagione | Squadra  | P       | PT      | Tot       | Sol       | Ast       | Sfty      | Sck       | PD         | Int        | TD         | FF     | FR     |
| -------- | -------- | ------- | ------- | --------- | --------- | --------- | --------- | --------- | ---------- | ---------- | ---------- | ------ | ------ |
| 2013     | CIN      | 1       | 0       | 0         | 0         | 0         | 0         | 0,0       | 0          | 0          | 0          | 0      | 0      |
| 2014     | CIN      | 1       | 0       | 2         | 0         | 2         | 0         | 0,5       | 0          | 0          | 0          | 0      | 0      |
| 2018     | IND      | 2       | 2       | 4         | 2         | 2         | 0         | 0,0       | 0          | 0          | 0          | 0      | 0      |
| Carriera | Carriera | 4       | 4       | 6         | 2         | 4         | 0         | 0,5       | 0          | 0          | 0          | 0      | 0      |

## Atletica leggera

### Record nazionali

#### Allievi
- Lancio del disco (1,5 kg) 69,50 m ( Valmiera, 30 luglio 2004) ex-

#### Juniores
- Getto del peso (6 kg) 20,53 m ( Pechino, 19 agosto 2006)
- Lancio del disco (1,75 kg) 67,32 m ( Pechino, 16 agosto 2006)

### Palmarès
| Anno | Manifestazione    | Sede       | Evento              | Risultato | Misura  | Note                          |
| ---- | ----------------- | ---------- | ------------------- | --------- | ------- | ----------------------------- |
| 2003 | Mondiali allievi  | Sherbrooke | Lancio del martello | 8º        | 64,77 m |                               |
| 2004 | Mondiali juniores | Grosseto   | Lancio del disco    | 6º        | 58,30 m |                               |
| 2005 | Europei juniores  | Kaunas     | Lancio del disco    | Oro       | 62,19 m |                               |
| 2006 | Mondiali juniores | Pechino    | Getto del peso      | Oro       | 20,53 m |                               |
| 2006 | Mondiali juniores | Pechino    | Lancio del disco    | Oro       | 67,32 m | Miglior prestazione personale |
| 2007 | Europei under 23  | Debrecen   | Lancio del disco    | 6º        | 56,49 m |                               |
| 2009 | Europei under 23  | Kaunas     | Getto del peso      | 14º       | 17,25 m |                               |
| 2009 | Europei under 23  | Kaunas     | Lancio del disco    | 9º        | 56,09 m |                               |

## Riconoscimenti
- Atleta mondiale emergente dell'anno (2006)